# Jean Bréant
Pour les articles homonymes, voir Bréant.
Jean Bréant est un artiste peintre et lithographe français de l'École de Rouen, né le 17 février 1922 à Rouen et mort le 15 mai 1984 à Lyon.

Il est le père de François Bréant.

## Biographie

### Formation
Très jeune, il montre de grandes dispositions pour la musique. De 1933 à 1937, il suit des études de piano et d'orgue à la Maîtrise Saint-Evode de la cathédrale de Rouen. Interprète de Claude Debussy, Gabriel Fauré et Maurice Ravel, il accèdera au niveau de concertiste et il envisagera d'en faire son métier. En parallèle, dès l'âge de neuf ans, il s'initie à la peinture. Jean Bréant disciple de l'école de Rouen est fasciné par la peinture post-impressionniste, pour lui la sensation prime sur la représentation.
Le chanoine Robert Deletre et Gaston Sébire ont structuré son œuvre peint en thèmes et périodes : 1960 : Oiseaux, Poissons de l'An Un, Masques et fards ; 1961-1962 : Les cathédrales imaginaires ; 1963-1964 : Pierres à Varengeville ; 1964-1966 : Tableaux de fleurs, 1968 : Les cathédrales imaginaires, menacées, Cathédrales d'espoir, Cathédrales de gloire.

## Œuvres

### Peinture (sélection)
| Tableau | Titre                  | Date d'exécution | Support et dimensions       | Expositions, notes | Lieu de conservation  |
| ------- | ---------------------- | ---------------- | --------------------------- | ------------------ | --------------------- |
|         | Village sous la neige  | 1956             | huile sur toile 27 × 19 cm  |                    | localisation inconnue |
|         | Le village de Benidorm | 1960             | huile sur toile 27 × 35 cm  |                    | collection privée     |
|         | La Cathédrale bleue    | c.1960           | huile sur toile 73 × 54 cm  |                    | Wd Art Gallery        |
|         | La barque engloutie    | c.1963           | huile sur toile 90 × 125 cm | exposée à Genève   | collection privée     |
|         | Les fleurs de l'étang  |                  | huile sur toile 54 × 81 cm  |                    | localisation inconnue |
|         | Les nénuphars de Monet |                  | huile sur toile 55 × 46 cm  |                    | collection privée     |
|         | Bouquet de fleurs      |                  | huile sur toile 55 × 46 cm  |                    | localisation inconnue |
|         | Combat de coqs         | 1er janvier 1976 | aquarelle 26 × 40 cm        |                    | localisation inconnue |

### Bibliophilie
- Georges Gabory, Carnaval, poèmes illustrés de 300 aquarelles de Jean Bréant, Lecerf, Rouen, 1960.

## Citations

### Réception critique et témoignages

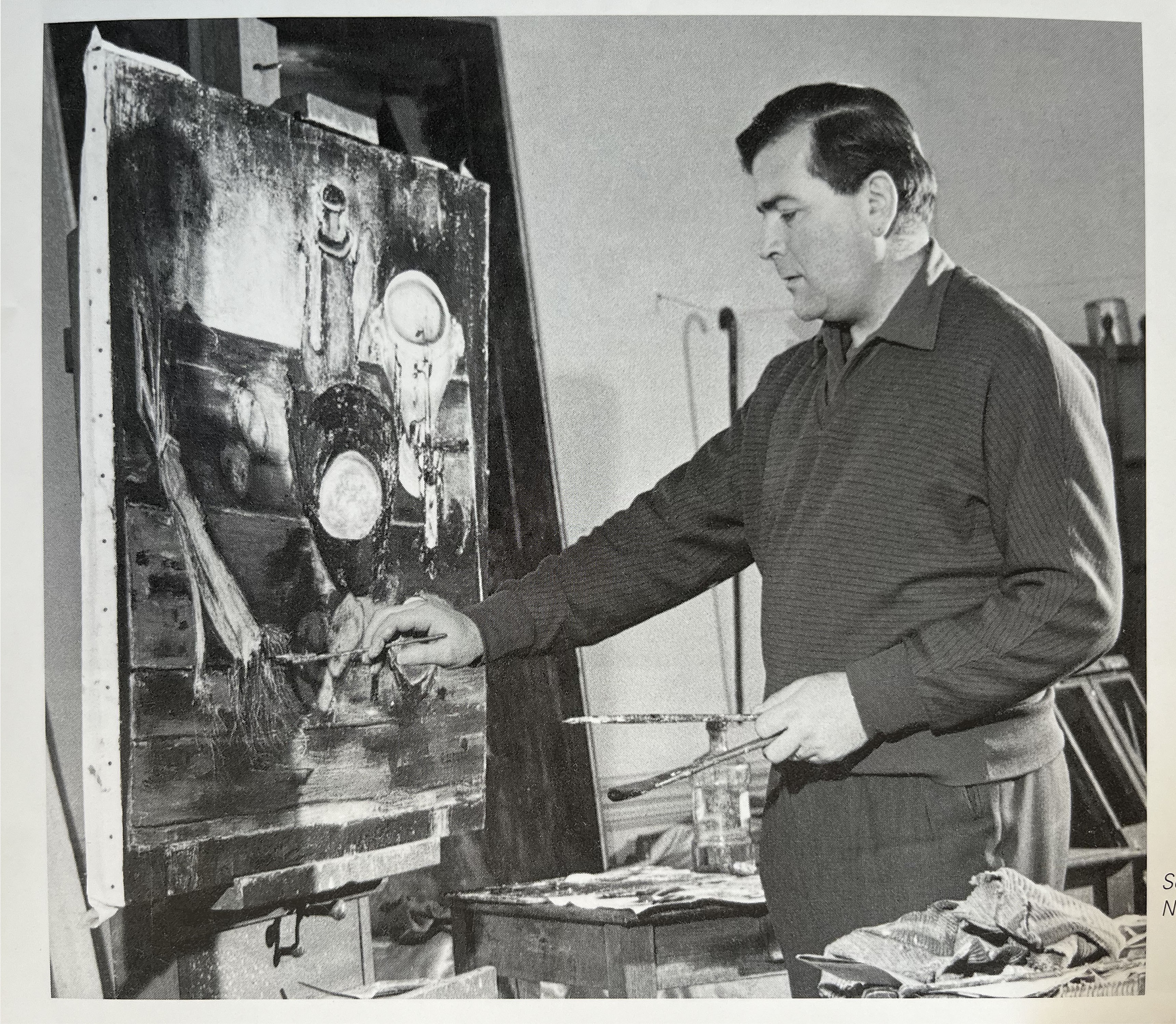
Gaston Sébire

« La mort soudaine et prématurée de Jean Bréant aura mis fin aux tourments qui, côté peinture, tenaillaient cet honnête homme contraint à des concessions dont l'acceptation lui était douloureuse. Lors d'une de nos dernières rencontres il s'était longuement confié à moi à ce sujet, avec une lucidité qui l'honorait autant qu'elle le faisait visiblement souffrir. D'avoir été trahi par son cœur lui vaut de connaître une paix que sans doute il n'aurait jamais retrouvée en continuant de vivre »

— Michel Ciry

« Il importe de rappeler que Jean Bréant est né en Normandie, à laquelle il restera fidèle, son œuvre de peintre dépend, plus ou moins, de l'équilibre, des humbles subtilités de ce pays de mesure. Les tons s'y métamorphosent tous les quarts d'heure : diversité. La vapeur d'eau, même par beau temps, persiste : mystère. La terre : solidité. La mer : on y est. L'espace : c'est l'aventure. Le même ciel immense les anime. Les peintres se délectent des splendeurs révolues : abbayes, cathédrales. Ils donnent à voir une des plus belles lumières picturales du monde : celle du Val de Seine. Naître et vivre à Rouen était essentiel pour Jean Bréant. »

— Gaston Sébire

« Telles sont ces œuvres, pour la plupart inédites, conservées par Jean Bréant à l'abri de ses cartons (comme Corot cachait dans ses armoires les plus audacieuses de ses peintures). Si d'autres œuvres, d'abord plus facile, parfois, le remplissaient d'insatisfaction, il savait ses plus proches confidents me l'ont confirmé que dans « l'arrière-pays » s'étendait un jardin secret et que des peintures s'y trouveraient, comme de beaux fruits suspendus à l'arbre indifférent du récit. »

— François Bergot, Conservateur en chef des Musées de France, Conservateur des Musées de Rouen

« En même temps se précise une attirance vers la peinture, puisqu'avec Gaston Sébire, condisciple juvénile (lié à lui depuis lors par une amitié profonde) il aborde avec enthousiasme, la quête des paysages normands traduits en un fauvisme spontané. Bien sûr, il y a pour ces jeunes rouennais, la fascination de l'influente souche post-impressionniste, créatrice d'avatars multiples avec l'exemple des peintres de la seconde génération : Louvrier, Pinchon, Le Trividic, Duhamel, et aussi Léonard Bordes. Jean Bréant, après avoir sacrifié, par tentation du pastiche à l'ambiance omniprésente de l’École de Rouen a très vite, forte personnalité aidant, cerné les contours de sa saga personnelle. »

— Pierre Gautiez

« François Bergot dit très bien que Bréant avait "le don d'ingéniosité qui se traduit par le pouvoir d'émerveiller". Ce pouvoir d'émerveillement - qui s'accompagne de méditations données en contrepoint - s'exprime particulièrement dans ses peintures des quatre éléments : en recherche de l'essence des choses dit François Bergot qui sait insister sur l'unité d'inspiration de celui qu'il appelle Jean l'Oiseleur. »

— François Jean Gay

« Cet artiste inspiré par la mer, les oiseaux, par les cathédrales, les jardins de rêve et les paysages d'eau, aboutit à une abstraction intimiste parfaitement équilibrée dans une sorte de lyrisme contenu. »

— Gérald Schurr

### Dits de Jean Bréant
« La peinture doit être méditée. Je consacre la moitié de mon temps à des recherches. Un tableau, c'est fait pour se retrouver tout seul et raconter celui qui créé. Vous savez, il faut se méfier de toute cette littérature que l'on met autour des peintres. En fin de compte, nous fabriquons des objets autonomes, c'est tout. »

— Jean Bréant

## Collections publiques
- Foyer Ruissel, rue Ruissel, Rouen, Représentation non figurative (Soleil, oiseau, effet de couleur), huile sur toile 120x69cm, 1987 (dépôt du Musée des Beaux-Arts de Rouen).
- Musée des Beaux-Arts de Rouen, Chardons et feuillage, huile sur toile 130x97cm, 1957[8].

## Reconnaissance

### Prix et distinctions
- Prix de la Société des artistes normands, 1961.
- Élu membre titulaire de l'Académie des sciences, belles-lettres et arts de Rouen le 21 janvier 1984, Jean Bréant est décédé avant sa réception officielle[1],[9],

### Hommages
- Une rue Jean-Bréant existe au Mesnil-Esnard comme à Belbeuf.
- Une allée Jean-Bréant existe à Sotteville-lès-Rouen.